# 埼玉県幼稚園の廃園一覧
埼玉県幼稚園の廃園一覧（さいたまけんようちえんのはいえんいちらん）は、埼玉県内の廃園となった幼稚園の一覧。対象となるのは、学制改革（1947年）以降に廃園となった幼稚園、および分園である。園名は廃園当時のもの。廃園時に幼稚園（分園）が所在していた自治体がその後、合併により消滅している場合は、現行の自治体に含む。その他、現在休園中の県内の幼稚園や分園も事実上廃園となっているものが多いため、参考として本項に記載する。
（）内は、廃園になった年（もしくは、休園の措置が取られた年）、統合先の幼稚園など。明確な月日が記載されていないものは、3月31日付の廃園とする。

## さいたま市

### 西区
- さつき幼稚園（2023年）[1]

### 大宮区
- さいたま市立幼児教育センター付属幼稚園（2018年）[2]
- 聖愛幼稚園〈旧〉（2021年幼保連携型認定こども園聖愛幼稚園〈新〉へ移行）[3]
- 大成幼稚園〈旧〉（2022年認定こども園大成幼稚園〈新〉へ移行）[4]

### 見沼区
- 七里幼稚園

### 中央区
- 与野愛仕幼稚園（2021年幼保連携型認定こども園与野あいし幼稚園へ移行）[5]

### 桜区
- おおとり幼稚園〈旧〉（2015年幼稚園型認定こども園おおとり幼稚園〈新〉へ移行）[6]
- ひなどり幼稚園〈旧〉（2022年認定こども園ひなどり幼稚園〈新〉へ移行）[7]

### 浦和区
- 浦和母の会幼稚園（2009年認定こども園母の会木の家へ移行）[8]

### 岩槻区
- 恵泉幼稚園〈旧〉（2018年認定こども園恵泉幼稚園〈新〉へ移行）[9]
- 白菊幼稚園〈旧〉（2021年幼稚園型認定こども園白菊幼稚園〈新〉へ移行）[10]

## 川越市
- のぞみ幼稚園〈旧〉（2017年認定こども園のぞみ幼稚園〈新〉へ移行）[11]
- 初雁幼稚園〈旧〉（2019年幼保連携型認定こども園初雁幼稚園〈新〉へ移行）[12]
- ふじま幼稚園〈旧〉（2019年幼保連携型認定こども園ふじま幼稚園〈新〉へ移行）[13]
- 岡田幼稚園〈旧〉（2020年幼保連携型認定こども園岡田幼稚園〈新〉へ移行）[14]
- 東光幼稚園（2021年）[15]
- 霞ヶ関幼稚園〈旧〉（2022年[16]幼保連携型認定こども園霞ヶ関幼稚園〈新〉へ移行）
- あそか幼稚園〈旧〉（2023年幼保連携型認定こども園あそか幼稚園〈新〉へ移行）[1]
- 川越なかよし幼稚園〈旧〉（2023年幼保連携型認定こども園川越なかよし幼稚園〈新〉へ移行）[1]

## 熊谷市
- 三尻幼稚園（2015年三尻こども園へ移行）[17]
- 荒川幼稚園（2016年荒川こども園へ移行）[18]
- 熊谷市立吉岡幼稚園（2018年）[19]
- 立正幼稚園〈旧〉（2019年認定こども園立正幼稚園〈新〉へ移行）[20]

## 川口市
- 島田幼稚園
- 川口ふたば幼稚園（2020年川口ふたばこども園へ移行）[21]
- みのり幼稚園（2021年[22]みのりこども園へ移行）
- 清泉幼稚園〈旧〉（2022年幼保連携型認定こども園清泉幼稚園〈新〉へ移行）[23]
- 新郷南幼稚園〈旧〉（2023年幼保連携型認定こども園新郷南幼稚園〈新〉へ移行）[1]

## 行田市
- やごう幼稚園（2020年やごうこども園へ移行）[24]

## 秩父市
- 秩父市立大滝幼稚園（2008年秩父市立久那幼稚園へ統合）[25]
- 秩父市立吉田幼稚園（2020年秩父市立吉田保育所と統合し秩父市立吉田こども園へ）[26]
- 秩父緑ガ丘幼稚園（2020年緑ガ丘認定こども園へ移行）[27]
- 秩父市立荒川幼稚園（2021年）[26]
- 秩父国際幼稚園（2023年）[1]
- 吉田町立東幼稚園（1991年吉田幼稚園新設のため廃園）
- 吉田町立西幼稚園（同上）
- 荒川村立荒川東幼稚園（1994年荒川幼稚園新設のため廃園）
- 荒川村立荒川西幼稚園（同上）

## 所沢市
- 所沢市立所沢幼稚園（2011年）
- 所沢第六文化幼稚園〈旧〉（2018年認定こども園所沢第六文化幼稚園〈新〉へ移行）[28]
- 所沢中央文化幼稚園〈旧〉（2020年認定こども園所沢中央文化幼稚園〈新〉へ移行）[28]

## 飯能市
- 白鳥幼稚園〈旧〉（2020年認定こども園白鳥幼稚園〈新〉へ移行）[29]

## 加須市
- 大利根ふじ幼稚園（2015年大利根ふじこども園へ移行）[30]
- 北川辺町立東幼稚園（1995年西幼稚園と統合し加須市立北川辺幼稚園〈当時：北川辺町立〉へ）[31]
- 北川辺町立西幼稚園（1995年東幼稚園と統合し北川辺幼稚園へ）[31]
- 騎西町立高柳幼稚園（2009年統合により加須市立騎西中央幼稚園〈当時：騎西町立〉へ）[31]
- 騎西町立田ヶ谷幼稚園（同上）[31]
- 騎西町立騎西幼稚園（同上）[31]
- 騎西町立鴻茎幼稚園（2009年種足幼稚園と統合し加須市立騎西南幼稚園〈当時：騎西町立〉へ）[31]
- 騎西町立種足幼稚園（2009年鴻茎幼稚園と統合し騎西南幼稚園へ）[31]

## 本庄市
- 長光寺幼稚園（廃園時期不詳）[32]
- 本庄幼稚園〈旧〉（2019年幼保連携型認定こども園本庄幼稚園〈新〉へ移行）[33]
- 本庄西幼稚園（1980年本庄岩田幼稚園から改称、2020年廃園）[34]
- 本庄東幼稚園〈旧〉（1980年第二岩田幼稚園から改称、2020年幼保連携型認定こども園本庄東幼稚園〈新〉へ移行）[34]

## 東松山市
- 東松幼稚園（2015年東松認定こども園げんきへ移行）[35]
- 松山聖ルカ幼稚園〈旧〉（2018年認定こども園松山聖ルカ幼稚園〈新〉へ移行）[35]

## 春日部市
- リズム幼稚園[36]
- 宝珠花幼稚園（2001年）[37]
- 武里双葉幼稚園（2015年認定こども園ふたばへ移行）[38]
- 武里第二幼稚園（2022年）[39]

## 狭山市
- 狭山けやき幼稚園〈旧〉（2011年幼保連携型認定こども園狭山けやき幼稚園・にっこり保育園となり、2015年けやき認定こども園へ移行）[40]
- 狭山市立狭山台幼稚園（2015年）[41]
- 狭山市立新狭山幼稚園（2015年）[41]
- 狭山市立柏原幼稚園（2015年）[41]

## 羽生市
- 斉藤幼稚園（1953年末閉園？）[42]
- 二葉幼稚園（1965年）[42]
- 田口幼稚園〈1945年設立〉（1968年）[42]
- 羽生幼稚園（1988年）[42]
- 田口幼稚園〈1970年設立〉（1996年）[42]
- 高田幼稚園（2009年）[42]
- 金久保幼稚園（2020年かなくぼこども園キラリへ移行）[42]
- 建福寺幼稚園〈旧〉（2020年認定こども園建福寺幼稚園〈新〉へ移行）[42]

## 鴻巣市
- 大日幼稚園
- 埼玉県立鴻巣女子高等学校附属幼稚園（2008年）[43]
- まむろ幼稚園（2016年めぐみの木こども園へ移行）[44]
- 鴻巣松原幼稚園（2016年ゆめのはなこども園へ移行）[44]
- 大芦幼稚園（2017年大芦こども園へ移行）[45]
- 英和幼稚園（2022年鴻巣英和こども園へ移行）[46]

## 深谷市
- 深谷市立大寄幼稚園（2018年）
- 深谷市立豊里幼稚園（2018年）[47]
- 深谷市立幡羅幼稚園（2021年統合により深谷市立深谷東幼稚園へ）[48]
- 深谷市立常盤幼稚園（同上）[48]
- 深谷市立明戸幼稚園（同上）[48]

## 上尾市
- 上尾きたはら幼稚園（2017年すくすく保育園と統合し認定こども園泉の森へ）[49]
- 上尾市立平方幼稚園（2022年9月30日）[50]
- 西上尾しらぎく幼稚園〈旧〉（2023年幼保連携型認定こども園西上尾しらぎく幼稚園〈新〉へ移行）[1]

## 草加市
- かおり幼稚園（2016年かおりKaruna認定こども園へ移行）[51]

## 越谷市
- 第二愛隣幼稚園（2013年第二愛隣こども園へ移行）[52]
- 小牧幼稚園（2013年認定こども園小牧へ移行）[53]
- まどか幼稚園〈旧〉（2021年[22]幼保連携型認定こども園まどか幼稚園〈新〉へ移行）
- ぶどうぞの幼稚園〈旧〉（2024年認定こども園ぶどうぞの幼稚園〈新〉へ移行）[54]

## 蕨市
- 武南幼稚園（2010年）[55]

## 入間市
- 入間市立あずま幼稚園（2019年）[56]

## 志木市
- 足立みどり幼稚園〈旧〉（2019年幼稚園型認定こども園足立みどり幼稚園〈新〉へ移行）[57]

## 新座市
- 第二新座幼稚園〈旧〉（2015年認定こども園第二新座幼稚園〈新〉へ移行）[58]
- おくだ幼稚園（2020年）[59]

## 桶川市
- 川田谷幼稚園（1999年かわたや幼稚園へ改称、2015年認定こども園ひだまりへ移行）[60]
- ひがし幼稚園〈旧〉（2009年認定こども園ひがし幼稚園・ひがし保育園へ移行）[61]
- 桶川ときわ幼稚園（2015年桶川ときわこども園へ移行）[62]
- うさぎ幼稚園（2022年うさぎこども園へ移行）[63]

## 久喜市
- 久喜朝日幼稚園
- 桜が丘幼稚園
- 誠心幼稚園
- 鷲宮誠心幼稚園
- 銀の笛幼稚園（休園開始時期不詳）[64]
- 久喜みなみ幼稚園（久喜みなみこども園[65]へ移行、時期不詳）[64]
- あけぼの東幼稚園〈旧〉（幼保連携型認定こども園あけぼの東幼稚園〈新〉[66]へ移行、時期不詳）[64]
- 桜田幼稚園〈旧〉（2010年認定こども園桜田幼稚園となり、2015年さくらだ保育園と統合しさくらだこども園へ）[67]
- 栗橋さくら幼稚園〈旧〉（2015年認定こども園こどもむら栗橋さくら幼稚園〈新〉へ移行）[68]
- 久喜幼稚園（2017年そらにとどくき認定こども園のののへ移行）[69]
- 青葉台あけぼの幼稚園（2017年エンゼル保育園と統合し認定こども園あけぼの幼稚園へ）[70]
- 菖蒲幼稚園〈旧〉（2018年幼保連携型認定こども園菖蒲幼稚園〈新〉へ移行）[71]
- 鷲宮幼稚園〈旧〉（2018年幼稚園型認定こども園鷲宮幼稚園〈新〉へ移行）[72]
- 長龍寺幼稚園〈旧〉（2020年幼稚園型認定こども園長龍寺幼稚園〈新〉へ移行）[73]

## 北本市
- せきね幼稚園〈旧〉（2018年幼稚園型認定こども園せきね幼稚園〈新〉へ移行）[74]
- 北本東幼稚園（2019年北本東スマイルこども園へ移行）[75]

## 八潮市
- 第二潮止幼稚園（2000年）[76]
- 潮止幼稚園（2015年幼保連携型認定こども園しおどめの森へ移行）[76]

## 富士見市
- きたはら幼稚園〈旧〉（2017年幼保連携型認定こども園きたはら幼稚園〈新〉へ移行）[77]
- 谷津幼稚園〈旧〉（2023年幼保連携型認定こども園谷津幼稚園〈新〉へ移行）[1]

## 三郷市
- わせだ幼稚園〈旧〉（2015年認定こども園わせだ幼稚園〈新〉へ移行）[78]
- みさと団地幼稚園（2018年幼保連携型認定こども園みさとさくらの森へ移行）[79]
- いなほ幼稚園〈旧〉（2023年幼保連携型認定こども園いなほ幼稚園〈新〉へ移行）[1]

## 蓮田市
- 大山幼稚園〈旧〉（2022年認定こども園大山幼稚園〈新〉へ移行）[80]

## 坂戸市
- 坂戸市立末広幼稚園（2023年）[81]

## 幸手市
- あゆみ第二幼稚園
- 幸手市立吉田幼稚園（2022年）[82]

## 鶴ヶ島市
- つるがしま白百合幼稚園〈旧〉（2015年認定こども園つるがしま白百合幼稚園〈新〉へ移行）[83]

## 日高市
- 日高富士見台幼稚園（2020年[84]日高ふじみだい認定こども園へ移行）

## ふじみ野市
- 星和幼稚園〈旧〉（2018年幼保連携型認定こども園星和幼稚園〈新〉へ移行）[85]

## 入間郡
- 小鈴幼稚園（2022年[16]幼保連携型認定こども園こすず幼稚園へ移行）

## 比企郡
- 石坂幼稚園
- ときがわ幼稚園（2020年ひかりの村こども園へ移行）[86]
- 小川大芦幼稚園（2023年）[1]

## 秩父郡
- かやの木幼稚園（2016年）[87]

## 児玉郡
- 美里さくら幼稚園〈旧〉（2023年幼保連携型認定こども園美里さくら幼稚園〈新〉へ移行）[1]

## 北葛飾郡
- 杉戸町立東幼稚園（2016年）[88]